# خلیج کارپنتاریا

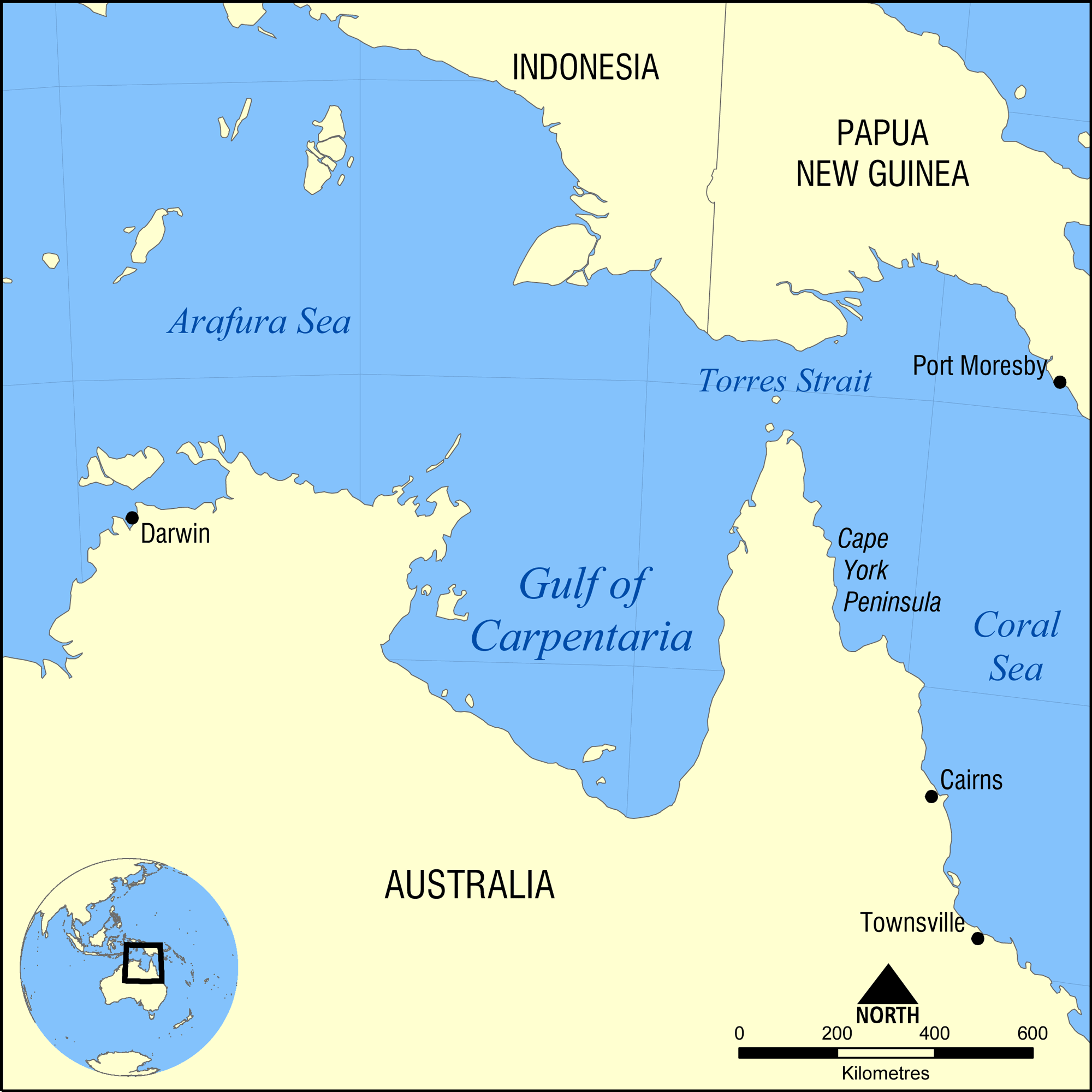
موقعیت خلیج کارپنتاریا

خلیج کارپنتاریا (به انگلیسی: Gulf of Carpentaria) خلیجی کم‌عمق و مستطیل‌شکل از دریای آرافورا در اقیانوس آرام است که در شمال‌شرقی استرالیا واقع شده‌است. این خلیج ۴۹۱ کیلومتر عرض و ۵۹۵ کیلومتر درازا دارد و مساحتی در حدود ۳۱۰٬۰۰۰ کیلومتر مربع را در بر می‌گیرد. همچنین حداکثر عمق آن در عمیقترین مناطق به ۷۰ متر می‌رسد.
خلیج کارپنتاریا تا قرن‌ها مورد غفلت واقع شده بود اما پس از کشف منابع بوکسیت، منگنز و میگوی آن و بهره‌برداری از آن‌ها در اواخر سدهٔ بیستم، این خلیج دارای اهمیتی جهانی شد. کانسار بوکسیت خلیج کارپنتاریا در سواحل شرقی آن در نزدیکی ویپا قرار دارد.
بخش شرقی خلیج کارپنتاریا نخست توسط هلندیان کشف شد و ویلم یانسز در ۱۶۰۶ آنجا را مورد کاوش قرار داد. آبل تاسمن نیز بخش‌های جنوبی و غربی این خلیج را در ۱۶۴۴ کشف نمود. با این حال این خلیج به افتخار پیتر دو کارپنتیر، مدیر کمپانی هند شرقی هلند که در ۱۶۲۸ از این پهنهٔ آبی بازدید نمود کارپنتاریا نامگذاری شد.